# Vida Gábor (író)
Vida Gábor (Kisjenő, 1968. március 4. –) magyar író, szerkesztő, a Látó című szépirodalmi folyóirat főszerkesztője. Felesége Vida Erika (1970).

## Élete és munkássága
A kolozsvári Babeș–Bolyai Tudományegyetem bölcsészkarán járt egyetemre magyar–francia szakra. 1993-ban az Éber című egyetemi lap szerkesztője volt. 1994-ben szerzett diplomát, azóta Marosvásárhelyen él. A Látó szépirodalmi folyóirat próza rovatának szerkesztője, 2019-től főszerkesztője.
1998-ban vitaindító tanulmányt közölt a Látó folyóiratban, bíztatva írótársait a romániai magyar irodalom történetének megírására, a kérdés problémás voltának átgondolására.
Hagyományos prózát ír.
Példaképeinek a klasszikus szerzőket tekinti mint (Jókai, Mikszáth, Krúdy, Móricz, Kemény Zsigmond, Hamvas Béla, Platón, Dosztojevszkij, Jack London), több interjúban is elhatárolódott a posztmodern irodalomtól. Ars poétikáját a következő idézet tükrözi:
„Azt hiszem, kijutottam a szövegirodalomból. Mindig hagyományos prózát akartam írni, magyarán szólva: történetet szeretek mondani. Három elbeszélés van a Fakusz három magányossága c. könyvemben, mindegyiknek van eleje, közepe, vége, vannak szereplők, események, tér és idő, mindent tudó narrátor. Minden úgy van, ahogy leírtam, jótállok érte. Nem fogom megújítani a magyar prózát. Ha nagyképű akarok lenni, azt mondom általában, hogy én medvét először erdőben láttam, nem állatkertben és nem a tévében."

## Kötetei
- Búcsú a filmtől. Marosvásárhely, Mentor, 1994. ISBN 973-96650-1-2
- Rezervátum – történetek és hézagok prózában. Marosvásárhely, Mentor, 1998.  helytelen ISBN kód: 973-9263-86-X
- Fakusz három magányossága. Budapest, Magvető, 2005. ISBN 963-14-2431-6
- Nem szabad és nem királyi. Budapest, Magvető, 2007. ISBN 978-963-14-2601-4 /Magvető novellárium, ISSN 1789-3658/
- Noé, az indián meg a dinók. Kolozsvár, Koinónia, 2009. ISBN 978-973-165-007-4 (Kees de Kort rajzaival.)
- A kétely meg a hiába. Budapest, Magvető Könyvkiadó, 2012. ISBN 978-963-14-2998-5
- Ahol az ő lelke. Budapest, Magvető Könyvkiadó, 2013. ISBN 978-963-14-3124-7 (regény)
- Egy dadogás története. Budapest, Magvető Könyvkiadó, 2017. ISBN 978-963-14-3572-6 (regény)
- Ahol az ő lelke; 2. átdolg. kiad.; Magvető, Bp., 2019
- Senkiháza. Erdélyi lektűr. Budapest, Magvető Könyvkiadó, 2023. ISBN 978-963-14-4276-2

## Szerkesztés
- Domokos Johanna: Zárt kánon (versek). Marosvásárhely, Mentor, 1998. ISBN 973-9263-63-1
- A hétfejű zsákmány – fiatal költők antológiája. Marosvásárhely, Mentor, 1998. ISBN 973-9263-65-8 (A verseket Jánk Károly válogatta.)

## Műfordítás
- Eugen Uricaru: A barbárokra várva. Budapest, Palamart, 2002. ISBN 963-86146-6-8  (Az utószót Farkas Jenő írta. Eredeti cím: Așteptându-i pe barbari) /Kelet-európai regények, ISSN 1588-7944/[4]

## Díjai
- 2004 – NKÖM Édes Anyanyelvünk novellapályázatán 3. megosztott díjban részesült (Vivát, összes pezsgő! című novellával)
- Arany János-díj (2005)
- 2008 – Artisjus-díj
- 2017 – Déry Tibor-díj[5]
- 2018 – Merítés-díj[6]
- 2021 – Merítés-díj[7]
- 2024 – Szépíró-díj[8]

## Külső hivatkozások
- Oláh Olívia: Vida Gábor „Nem szabad és nem királyi” című novelláskötetéről. ÚjNautilus irodalmi és kulturális portál, 2008. február 20. 01:00